# Fracturile procesului posterior al talusului
Fracturile procesului posterior al talusului reprezintă 5% din totalul fracturilor talusului și 21% din leziunile corpului talusului.  În funcție de regiunea fracturată se deosebesc 3 tipuri de fracturi: fractura tuberculului lateral, fractură tuberculului medial și fractura bituberculară (a ambilor tuberculi). Fractura tuberculului lateral (fractura Cloquet-Sheperd sau  fractura Shepherd), în general extra-articulară, detașează posterolateral procesul posterior al talusului; ea poate fi legată de o rupere a fasciculului posterior a ligamentului colateral lateral al articulației tibiotarsiene în timpul unei hiperflexiuni dorsale cu rotație externă a piciorului sau, probabil mai frecvent, printr-o mișcare de hiperflexiune plantară forțată, care strivește tuberculul lateral între marginea posterioară a tibiei și calcaneu, așa cum este cazul lovirii mingii blocate de către un fotbalist. Fractura tuberculului medial este mult mai rară. Fractura bituberculară Stieda detașează partea posterioară a talusului în totalitate; ea interesează în mod constant suprafețele articulare posterioare și se datorează unei mișcari de hiperflexiune plantară brutală și este frecvent asociată cu luxație în cuplu de torsiune.

## Anatomie

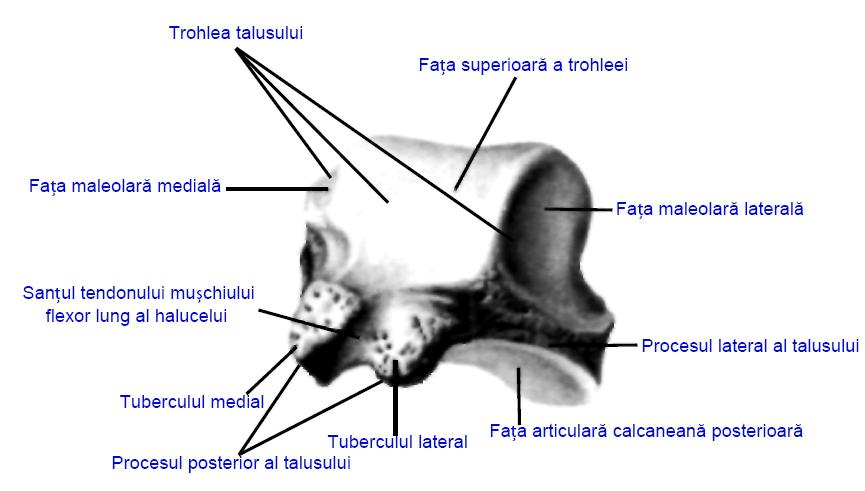
Fața posterioară a talusului

Procesul talar posterior are spre posterior 2 proeminențe: tuberculul medial și tuberculul lateral.
Tuberculii posteriori provin din 2 centre secundare de osificare ce fuzionează în mod normal cu corpul talusului până spre vârsta de 12 ani. Osul trigonum poate fi văzut ca un os accesor, situat imediat posterior de tuberculul lateral al procesului talar posterior. Poate fi considerat ca o parte neunită a tuberculului lateral. Printre tuberculi trece dinspre proximal și lateral spre distal și medial tendonul flexorului lung al halucelui.
Tuberculul medial servește ca loc de inserție pentru 1/3 posterioară a ligamentului deltoid și pentru inserția proximală a ligamentului talo-calcanean medial.
Tuberculul lateral primește inserția ligamentului talo-fibular posterior. El are pe fața sa inferioară o suprafață articulară ce reprezintă până la 25% din partea cea mai posterioară a suprafeței articulare calcaneene posterioare a talusului ce se articulează cu suprafața talară posterioară a calcaneului.

## Diagnostic clinic

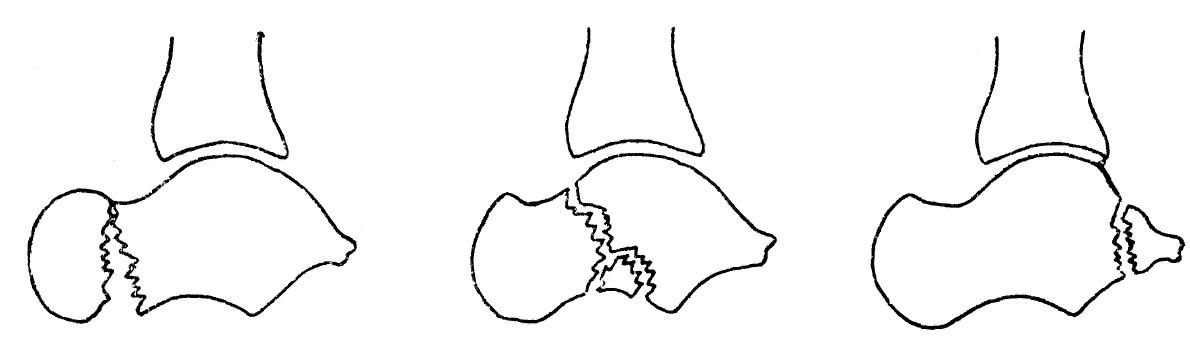
Fractura colului, corpului şi procesului posterior al talusului

Oricare dintre tuberculi se poate fractura, fie izolat, fie asociat altor traumatisme talare sau ale gleznei.
- Fractura tuberculului lateral: (fractura Shepherd) este produsă prin forțarea gleznei în extensie și eversiune, când calcaneul lovește tuberculul lateral și îl rupe dar și prin forțarea extremă a gleznei în equinus, când ligamentul talo-fibular posterior rămâne intact dar smulge tuberculul lateral. Fractura tuberculului lateral poate să afecteze până la 25% din partea posterioară a fațetei articulare posterioare a talusului și rareori chiar o mică parte din articulația gleznei. Ea se manifestă clinic prin următoarele semne:

- durere postero-laterală de gleznă
- mobilitatea gleznei și a articulației subtalare este limitată și dureroasă.
- flexia activă a halucelui poate fi dureroasă (tendonul flexorului lung al halucelui trece printre cei 2 tuberculi, mișcând deci focarul de fractură).
- sensibilitate la palparea zonei situate imediat posterior maleolei fibulare.
- posibila tumefacție retromaleolară laterală.
Tuberculul lateral are fațeta articulară și fractura acestui tubercul este asociată frecvent cu artroza.
- Fractura tuberculului medial: este manifestată clinic de următoarele simptome:

- durere postero-medială de gleznă, accentuată în timpul flexiei halucelui (vecinătatea cu flexorul lung al halucelui).
- sensibilitate la palparea zonei imediat posterioare maleolei tibiale.
- posibila tumefacție retromaleolară medială.

## Diagnostic radiologic

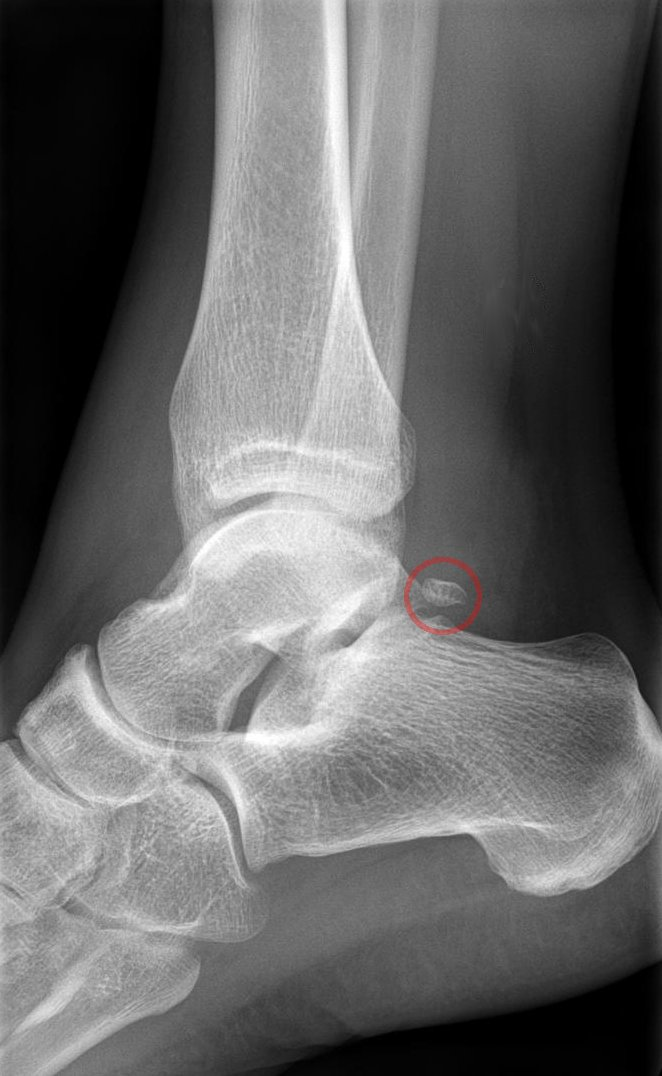
Osul trigon (în cerculeţul roşu). Radiografie de profil.

Sunt folosite următoarele incidențe:
1) radiografia de profil: permite observarea tubercului postero-lateral. Osul trigonum poate fi văzut și el imediat posterior de tuberculul lateral al procesului talar posterior.
2) radiografia Broden: ajută la evaluarea afectării fațetei articulare posterioare a talusului.
3) radiografia mortezei: ajută la definirea mărimii fragmentului și a gradului de implicare articulară. Dacă este făcută în flexie și în rotație internă de 25 de grade plasează tuberculul lateral în profil.
De cele mai multe ori radiografia subestimează  marimea fragmentului post-fractură.

## Evoluție și complicații
Exista 2 complicatii importante:
- neconsolidarea: apare in cazul fragmentelor deplasate sau cind glezna nu este imobilizata si sprijinul interzis. Pacientul acuza durere persistenta, in special in flexia ampla a piciorului si limitarea mobilitatii subtalare.
- artroza subtalara: apare în cazul fragmentelor mari care afectează spre 25% din suprafața fațetei articulare talare posterioare.

## Tratament
1) Tratament conservator: fragmentele deplasate minim sunt tratate prin imobilizarea gleznei într-o cizma gipsată fără sprijin pentru 4-6 săptămâni, cu piciorul în flexie de 15 grade.
2) Tratament chirurgical: este indicat în fracturile deplasate, în cele care au o aliniere incompletă dupa reducere a fațetei articulare talare posterioare și în cazul fragmentelor cominutive. Constă în excizia fragmentului neunit cu procesul talar posterior printr-o artrotomie postero-laterală de gleznă.